# Adriana Ortolani
Adriana Ortolani (Tivoli, 26 ottobre 1974) è un'attrice italiana.

## Biografia
Si diploma presso l'Accademia nazionale d'arte drammatica e segue dei laboratori di recitazione a Londra.
Lavora in teatro con Ennio Coltorti, Giuseppe Pambieri, Mariano Rigillo, Livio Galassi, Carlo Croccolo, Ugo Gregoretti, Edoardo Siravo, Arnaldo Ninchi, Enzo Garinei ed Erika Blanc.
In televisione prende parte alle serie Provaci ancora prof!, Butta la luna, Gente di mare, Gino Bartali - L'intramontabile , La squadra, Il bello delle donne.

## Filmografia

### Cinema
- La misura del confine, regia di Andrea Papini (2011)
- Rovine, regia di Gianluca John Attanasio – cortometraggio (2012)

### Televisione
- Blindati, regia di Claudio Fragasso – miniserie TV (2003)
- Briciole – film TV (2005)

## Teatro
- Albertine o della gelosia di Alma Daddario, regia di Giuseppe Lorin (1997)
- Calderon di Pier Paolo Pasolini, regia di Domenico Polidoro (1997)
- Le souper - A cena col diavolo di Jean Claude Brisville, regia di Ennio Coltorti (1998)
- Venerdì di Hugo Claus, regia di Mario Moretti (1998)
- Mentre ch'io rovinava in basso loco..., (tra Primo Levi e Dante), regia di Francesca Satta Flores (1998)
- Operette morali di Giacomo Leopardi, regia di Lorenzo Salveti (1999)
- Offerta speciale di Harold Pinter e David Mamet, regia di Massimiliano Farau (1999)
- Il celebre coro a bocca chiusa della Cavalleria Rusticana di Pietro Mascagni, regia di Ugo Gregoretti (1999)
- L'avaro di Molière, regia di Nicasio Anzelmo (2000)
- Shakespeare Italian Family: Romeo e Giulietta di Giuseppe Manfridi, regia di Claudio Boccaccini (2000)
- Gli anni del Giubileo di Guido Mazzella, regia di Guido Mazzella (2000)
- Shakespeare Italian Family: La bisbetica domata e Otello di Giuseppe Manfridi, regia di Claudio Boccaccini (2000)
- Il gene dell'immortale di Vincenzo Giannì, regia di Mario Prosperi (2001)
- Ricamo in nero di Francesca Satta Flores e Maddalena Fallucchi, regia di Maddalena Fallucchi (2001)
- Buongiorno signorina Pendleton di Valentina Ferlan, regia di Ennio Coltorti (2001)
- Agamennone di Eschilo, regia di Arnaldo Ninchi (2002)
- Elettra di Livia Giampalmo, regia di Ennio Coltorti (2002)
- Il malato immaginario di Molière, regia di Livio Galassi (2003)
- Sogno di una notte di mezza estate di William Shakespeare, regia di Renato Giordano (2004)
- A Pretty Story of a Woman di F. Bellomo e A. Brancati, regia di Ennio Coltorti (2004-2005)
- La visita di Paola Conte, regia di Ennio Coltorti (2005)
- Pirandello – Abba, frammenti di Maricla Boggio, regia di Ennio Coltorti (2006-2007)
- Complici di Rupert Holmes, regia di Ennio Coltorti (2007)
- Il grande assedio di Titta Zarra, regia di Luigi Tani (2007)
- Baciami stupido di Anna Bonacci, regia di Ennio Coltorti (2007)
- Ricorda con rabbia di John Osborne, regia di Ennio Coltorti (2008)
- Voce di Dio di Emiliano Schmidt Fiori, regia di Tomaso Thellung (2008)
- Indagine sul cavalier Calabrese di Roberto D'Alessandro, regia di Roberto D'Alessandro (2010)
- Cavour, l'amore e l'opera incompiuta di Maricla Boggio, regia di Ennio Coltorti (2011)
- La notte del 16 gennaio di Ayn Rand, regia di Walter Palamenga (2012)
- Nemici come prima di Gianni Clementi, regia di Ennio Coltorti (2012)
- Il fu Mattia Pascal di Luigi Pirandello, regia di Tato Russo (2012/2016)
- Aleida e il Che, l'amore al tempo della rivoluzione di Maricla Boggio, regia di Ennio Coltorti (2013-2016)
- A porte chiuse di Jean-Paul Sartre, regia di Ennio Coltorti (2016)
- Il sogno di Nietzsche di Maricla Boggio, regia di Ennio Coltorti (2017-2018)
- L'infernale Lord Byron di Ennio Coltorti, regia di Ennio Coltorti (2020)